# Jandaíra (Bahia)
Jandaíra é um município brasileiro do estado da Bahia. É famosa por abrigar a vila de Mangue Seco, um dos destinos turísticos mais conhecidos da Bahia.
Sua população, segundo o Censo 2022 do IBGE, é de 9 285 habitantes.

## História
Entre os principais acontecimentos de Jandaíra, destacam-se:
- 1718 – Elevação do povoado à categoria de freguesia;
- 1728 – Elevação da freguesia à categoria de vila, com o nome Abadia;
- 1927 – Mudança para o atual nome de Jandaíra;
- 1933 – Elevação à categoria de município, com o título de Jandaíra.

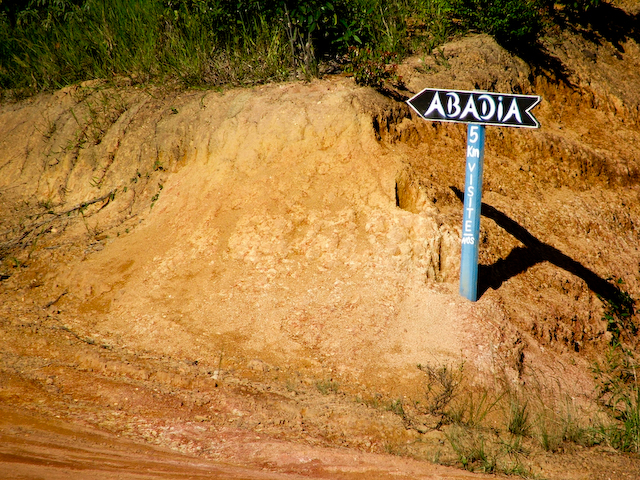
Placa indicando a entrada da cidade. Anteriormente, chamava-se Vila de Abadia.

## Geografia
Jandaíra está localizada no nordeste do estado da Bahia, estando distante 248 quilômetros da capital estadual, Salvador. Situa-se a 11º33'32" de latitude sul e 37º47'7" de longitude oeste.
Com uma área de 640,772 quilômetros quadrados, limita-se com os municípios de Acajutiba e Rio Real, na Bahia, bem como com o município de Cristinápolis, no estado de Sergipe. De acordo com a divisão do Instituto Brasileiro de Geografia e Estatística, o município pertence às Regiões Geográficas Intermediária de Salvador e Imediata de Alagoinhas.

## Demografia
Em 2010, a população do município foi contada pelo Instituto Brasileiro de Geografia e Estatística (IBGE) em 10 331 habitantes, com uma densidade demográfica de 16,11 habitantes por quilômetro quadrado. Já segundo estimativa de 2020 a população era de 10 726 habitantes, correspondendo a 0,07% da população total do estado e fazendo com que fosse o 338º município mais populoso.
O Índice de Desenvolvimento Humano Municipal (IDH-M) de Jandaíra, de 0,550 em 2010, é considerado baixo pelo Programa das Nações Unidas para o Desenvolvimento (PNUD). O mesmo indicador havia sido apurado em 0,375 em 2000 e em 0,265 em 1991. Considerando-se apenas o índice de educação o valor é de 0,435, o valor do índice de longevidade é de 0,749 e o de renda é de 0,511. O coeficiente de Gini, que mede a desigualdade social, era de 0,54, sendo que 1,00 é o pior número e 0,00 é o melhor. A taxa de mortalidade infantil era de 7,41, e a expectativa de vida era de 69,93 anos em 2010, um aumento em relação a 2000, quando foi aferida em 62,45 anos.

## Política e administração
O Poder Executivo do município é representado pelo prefeito, auxiliado por onze secretários municipais. Desde janeiro de 2021, o executivo é comandado pelo prefeito Adilson Leite, do Avante (PL); o vice-prefeito é Dr Ronaldo, do Partido dos Trabalhadores (PT). Adilson Leite e Dr Ronaldo foram eleitos na eleição municipal de 2020 com 3 607 votos (50,16% dos votos válidos).
O Poder Legislativo é representado pela Câmara Municipal de Vereadores, formada por onze vereadores eleitos para mandatos de quatro anos. O legislativo é dirigido pelo presidente, além do vice-presidente e do secretário. Cabe à casa elaborar e votar leis fundamentais à administração e ao Executivo, além de fiscalizá-lo. Como resultado da eleição de 2020, a Câmara Municipal ficou composta por três vereadores do Avante, dois do Partido Social Democrático (PSD), dois do Partido Verde (PV), um do Cidadania e um do PT.
Na política nacional, Fernando Haddad (PT) obteve 4 441 votos (85,47%) em Jandaíra no segundo turno da eleição presidencial, superando Jair Bolsonaro (PSL), que conseguiu 755 votos (14,53%). Para o governo da Bahia, Rui Costa (PT) recebeu 4 770 votos (93,81%) no município. Para o Senado Federal, Jaques Wagner (PT) e Ângelo Coronel (PSD) alcançaram 44,17% e 43,28% dos votos, respectivamente.

## Economia
O Produto Interno Bruto (PIB) de Jandaíra foi estimado em 110,2 milhões de reais em 2010. No mesmo ano, seu PIB per capita foi avaliado em 10 676 reais, subindo para 11 335,37 reais em 2018. Em 2019, as receitas da administração pública municipal foram de 39,4 milhões de reais, com despesas de 38,7 milhões de reais. O salário médio mensal dos trabalhadores formais em América Dourada era 1,7 salários mínimos em 2019.
Jandaíra é um grande produtor de coco da Bahia e de maracujá.
Em termos de apelo turístico, o distrito de Mangue Seco é a maior atração do município. Suas dunas chegam 35 metros de altura. Ainda no turismo de sol e mar, há as praias da Bela Vista, de Costa Azul, de Ribeirinha, do Coqueiro, do Vaporzinho e dos Três Coqueiros.